# Castillo de Mur
El castillo de Mur es un ejemplar importante de la arquitectura civil del siglo XI situado en el municipio español de Castell de Mur, en el Pallars Jussá de la provincia de Lérida.
A su abrigo estuvo el pueblo castrense de Mur, abandonado desde muy antiguo, al que pertenecía la iglesia de Santa María de Mur. Se trata de un notable poblado alto medieval, con restos de muralla ciclópea y numerosos restos de suelos de habitación tallados en la roca, descubiertos en las prospecciones arqueológicas realizadas sobre todo en 1977.

## Historia
Documentado desde el año 969 en un documento perdido, pero citado por el Padre Villanueva en su Viaje literario a la Iglesias de España. Aparece en el 1044 en una cesión del conde Ramon III de Pallars y su mujer Ermesenda a un tal Bertrand Ato para un año más tarde cederlo a García Ezo y su esposa Ricards.
Fue uno de los castillos que estuvo en posesión de Arnal Mir de Tost, a quien libró de rendir homenaje por los castillos de Mur, Llimiana y Montañana en 1053 a cambio de quince onzas de oro de Barcelona, y quien tomó la iniciativa en la nueva organización territorial de la frontera.
Ramón IV de Pallars cedió en feudo el castillo como dote en 1055 cuando se casa con Valença, hija del conde Arnal Mir de Tost y le vendió los castillos de Llimiana y Orcau por 242 onzas de oro un año después. A la muerte de este, la posesión del castillo y territorio regresó al conde del Pallars en virtud de su testamento, dado al siguiente conde de Pallars, que fue su nieto.
Los años sucesivos, sus dominios crecieron de tal manera que pronto se añadieron más fortalezas como los castillos de Guardia, Estorm, Moror, l'Alzina y Puigcercós.
A partir de la muerte de Arnal Mir de Tost, las siguientes generaciones continuarían haciendo crecer el patrimonio heredado. Continuó en manos de los condes de Pallars, hasta que, más adelante, en su época más esplendorosa, perteneció a la familia Mur, que tenían el centro de su baronía.

## Localización
Joaquim Miret i Sans describe su localización en el boletín de la Real Academia de Buenas Letras de Barcelona

Al extremo occidental de la cuenca de Tremp y en la cima de una estribación de la cadena de montañas que arranca del Montsech para separar los valles de los dos Nogueras, el Pallaresa y el Ribagorzana, se encuentran las ruinas pintorescas de un castillo y un cenobio románicos, situados a distancia no mucho mayor de un centenar de metros uno de otro. Aquella estrecha cadena, aunque de altura y espesor secundarios, domina todo el curso del Pallaresa por la citada cuenca hasta que se introduce en lo más abrupto y tallado del Montsech, llamado Pas deis Terradets. La posición es estratégica y seguramente existía allí desde muy antiguo una estación fortificada.
Joaquim Miret i Sans

## Arquitectura

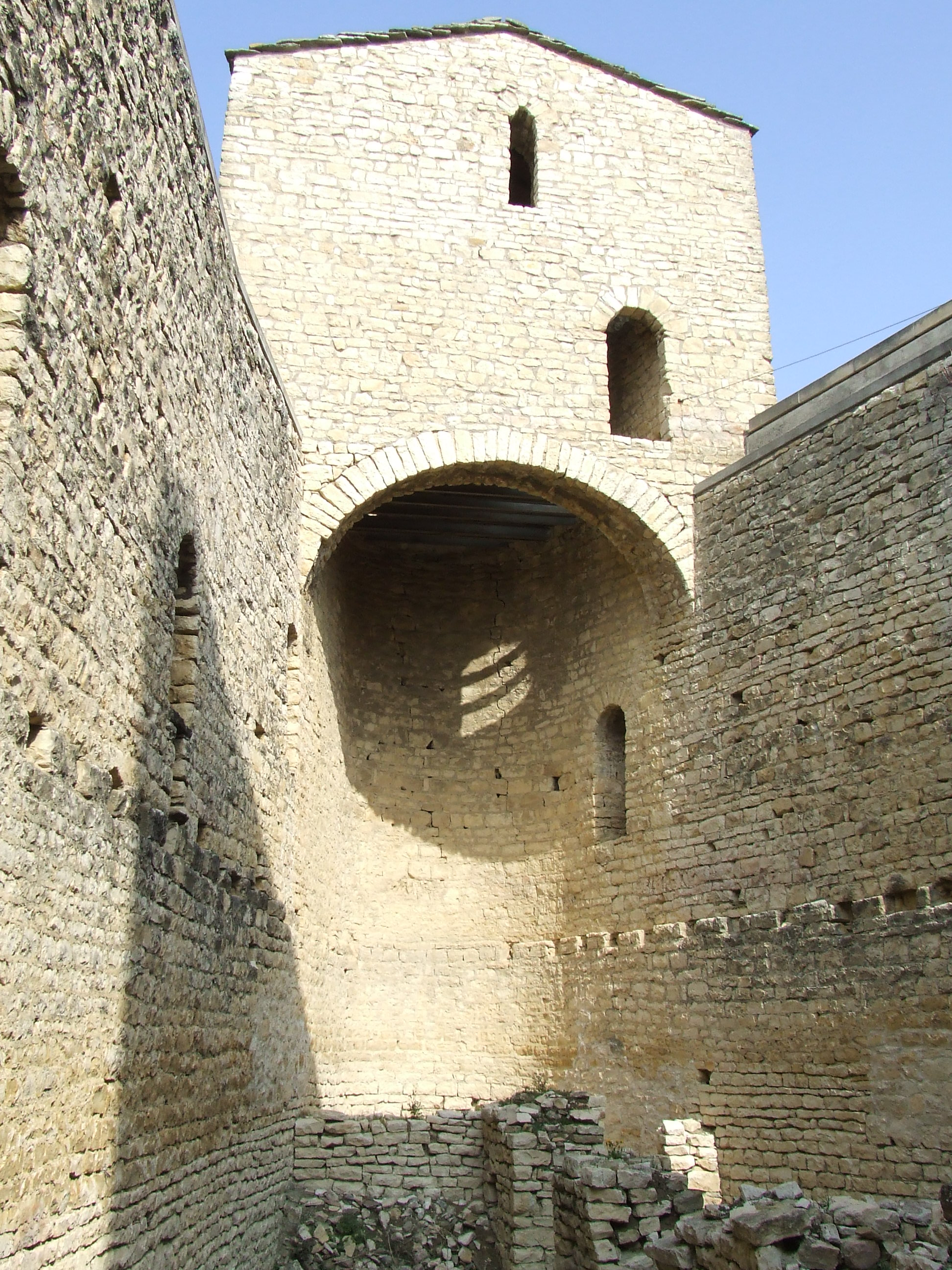
Una vista del castillo

Por su arquitectura y estado de conservación el Castillo de Mur se ha convertido en el emblema de los Castillos de Frontera de los condados catalanes.
Es de estilo románico. Su estructura arquitectónica es muy simple y consta de un perímetro amurallado, de planta en forma de nave, que dispone de una única puerta de acceso al sur. El recinto tiene 31 m de longitud y la muralla, de 1 m de grosor, tiene una altura que varía entre los 14 y los 18 m. Forma un triángulo rectángulo un poco irregular debido a la roca sobre la que se encuentra, con los ángulos redondeados.
El extremo más estrecho del castillo está culminado por una cámara triangular  a la misma altura de la muralla, que parece una especie de torre, vista del exterior. Esta parte del castillo fue restaurada en 1986. En el otro extremo, que es el más ancho, está la torre del homenaje. Se trata de una magnífica torre redonda, exenta y emplazada en el sector este del castillo. Presenta un tipo de aparejo en la base, datada en el siglo X, y otro de sillar pequeño y regular en la parte superior, datada en el siglo XI.